# Oleg Peňkovskij
Oleg Vladimirovič Peňkovskij (rusky Олег Владимирович Пеньковский 23. dubna 1919, Vladikavkaz – 16. května 1963 Moskva) byl plukovník vojenské zpravodajské služby Sovětského svazu (GRU), který od roku 1960 pracoval jako dvojitý agent také pro západní demokratické země (Spojené státy americké a Velkou Británii). Postupně se tak stal nejcennějším a nejvýznamnějším špionem, který poskytoval velmi hodnotné a klíčové informace o nejpřísněji střežených vojenských tajemstvích komunistického bloku. Díky němu např. nepřerostla tzv. karibská krize v roce 1962 v otevřený jaderný konflikt. S odstupem času se zpravodajské služby USA a Velké Británie shodly na tom, že Peňkovskij (s krycím jménem Hero) byl tím nejaktivnějším a nejlepším agentem, kterého se jim podařilo získat pro spolupráci za železnou oponou.

## Životopis
Oleg Vladimirovič Peňkovskij se narodil 23. dubna 1919 v Ordžonikidze na Kavkaze. Jeho otec byl důlním inženýrem a údajně zahynul v občanské válce. Peňkovskij v roce 1939 absolvoval dělostřelecké učiliště v Kyjevě, účastnil se okupace Polska a posléze závěrečných bojů ve válce Sovětského svazu s Finskem. Stal se mj. nejmladším sovětským velitelem pluku na bojové frontě. Byl dvakrát vyznamenán. Po skončení války nastoupil na Frunzeho vojenskou akademii a pak na Vojensko-diplomatickou akademii, která školila rozvědčíky pro zpravodajskou službu generálního štábu. V roce 1955 odjel jako zástupce rezidenta do Turecka. Zde se však nepohodl se svým nadřízeným, a dokonce došlo i k zatažení „konkurenční“ rozvědky (KGB) do tohoto sporu. Pro Peňkovského to znamenalo konec kariéry diplomata: Stažení do Sovětského svazu, zaražený postup a uložení mezi „profláknuté“ agenty. Jen díky jeho přátelství s náčelníkem GRU generálem Serovem se stal hlavním instruktorem Státního výboru pro koordinaci vědeckovýzkumné práce, ve skutečnosti oddělení pro hospodářskou a průmyslovou špionáž. Tato funkce s sebou nesla i generálskou hodnost, kterou mu však odepřeli, neboť KGB zjistila, že otec Peňkovského bojoval v občanské válce na nesprávné straně – jako bělogvardějec proti Rudé armádě. Peňkovskij se cítil ponížen, uražen a rozhodl se pomstít sovětskému komunistickému režimu.

## Agent tří rozvědek
12. srpna 1960 pozdě večer kontaktoval dva mladé americké turisty, vracející se z představení ve moskevském Velkém divadle neznámý Rus, který je plynnou angličtinou požádal o připálení cigarety a posléze poprosil o doručení dopisu na americké velvyslanectví. V něm stálo, že pisatel je odhodlán bojovat za skutečné ideály svobody a demokracie pro celé lidstvo. V případě zájmu mají použít k navázání kontaktu mrtvou schránku, jejíž popis je přiložen. Američané však váhali, báli se, že se jedná o provokaci KGB. Nakonec se ke spolupráci se sovětským agentem odhodlali Britové, a to přes obchodníka Wynna, agenta MI6, který do Moskvy často jezdil. Wynne a Peňkovskij se poprvé setkali na moskevském letišti v prosinci 1960, při čekání na zpožděný přílet britské obchodní delegace.
Když pak za dva týdny přiletěl Peňkovskij se sovětskou obchodní delegací do Londýna, měli důstojníci CIA a MI6 zamluvené apartmány ve stejném hotelu, aby za nimi mohl v noci bez obav chodit. V dlouhých rozhovorech jim poskytoval informace o nejchoulostivějších tajemstvích Sovětského svazu, mj. o zkouškách jaderných zbraní, o množství strategických objektů umístěných v Moskvě, včetně velitelství protivzdušné obrany. Všechny rozhovory byly pečlivě nahrávány. Nejdůležitější informace se týkaly stavu sovětského raketového programu a strategických sil, které nebyly zdaleka v tak ideálním stavu, jak sovětští lídři veřejně prohlašovali. Na této první schůzce Peňkovskij také podepsal závazek spolupráce. Nakonec předal Wynnovi kopie 78 stran plánů odpalovacích zařízení, dále zprávy o tehdy málo známé protiletecké raketě V-75 (v kódu NATO SA-2) a dalších raketách středního a dlouhého doletu.
Během dalších cest na Západ dodal agent Hero britským a americkým zpravodajským službám množství vojenských příruček, seznam důstojníků a agentů GRU i KGB, absolventů Vojenské diplomatické akademie, kteří mají být vysazeni jako špioni na Západ, množství tajných vojenských časopisů, konstrukční podrobnosti o nových sovětských tancích atd. Na jedné ze schůzek se také Peňkovskij nechal vyfotografovat v uniformách britské a americké armády. Sám přitom neopomněl zdůraznit svoji důležitost – je plukovníkem tří rozvědek.
Během návštěvy Paříže v září 1961 na sovětské obchodní výstavě dodal Britům množství mikrofilmů s dokumenty a informacemi o nových sovětských raketách. Díky tomu se Američané a Britové dozvěděli, že typ SS-4 s doletem 2500 km se již sériově vyrábí a typ SS-5 s doletem 4 500 km je v závěrečné fázi vývoje. Obě tyto střely mohly nést jadernou hlavici.
Peňkovskij dodal západním zpravodajcům celkem 110 mikrofilmů a z jeho výpovědí bylo pořízeny magnetofonové záznamy trvající 140 hodin, což po přepsání vydalo na 1200 strojopisných stran. Díky těmto informacím mohlo být vytvořeno přes 10 tisíc stránek analýz o tehdejším Sovětském svazu. Západní zpravodajci všechny informace od Peňkovského co nejbedlivěji chránili. Například je rozdělovali na dvě podskupiny, z nichž každá údajně měla být z jiného pramene, takže oficiálně měly pocházet ze čtyř zdrojů.

## Největší úspěch sovětsko-amerického špiona
Svoji hvězdnou hodinu zažíval Peňkovskij v době tzv. karibské krize. Po americkém neúspěšném pokusu o svržení režimu Fidela Castra na Kubě (17.4.1961 na Playa Girón) se sovětský vůdce Nikita Chruščov rozhodl umístit na tento ostrov sovětské rakety krátkého a středního doletu s jadernými hlavicemi. Taková blízkost jaderných zbraní u americké pevniny znamenala velkou hrozbu pro Spojené státy nejen proto, že v té době měl Východní blok převahu v konvenční výzbroji. Díky plánům odpalovacích zařízení, dodaných Peňkovským, věděli Američané zcela přesně, co Sověti na Kubě chystají a jak dlouho jim ještě potrvá, než budou moci zaútočit. Dále byl odhalen sovětský konvoj vezoucí jaderné rakety na Kubu. Situace se vyhrocovala. Američané vyhlásili námořní blokádu Kuby. Prezident John Fitzgerald Kennedy stál před osudovým rozhodnutím: Zahájit jaderný útok na Sovětský svaz a tím vzít nepříteli výhodu prvního úderu, nebo řešit konflikt diplomaticky? V nejtěžší chvíli pomohl opět Peňkovskij, který informoval CIA o tom, že sovětský raketový program není zdaleka na takové úrovni, jak se Američané domnívají, a zejména počet raket schopných nést jadernou hlavici je pouhých padesát a nikoliv tisíc, jak USA předpokládaly. Proto se Chruščov chce i přes naléhání svých maršálů vyhnout válečnému střetnutí a přistoupit na diplomatické urovnání krize. Prezident Kennedy následně vystoupil s projevem, v němž varoval všechny země před instalací svých jaderných zbraní na americkém kontinentu, kterou by USA považovaly za hrozbu své suverenity. Sovětský konvoj byl odvolán takřka na dohled od kubánských břehů a mezi Bílým domem a Kremlem byla zřízena přímá telefonní linka, aby se oba vůdci tehdy nejmocnějších zemí světa mohli v případě nutnosti okamžitě spojit.

## V Moskvě pod dohledem
Přestože Peňkovskij ze svých zahraničních cest přivážel domů pro Sověty cenné informace o západním technologickém vývoji, které mu pro změnu dodávali Britové s Američany, snažila se KGB jeho výjezdy všemožně mařit. Nakonec musel v roce 1962 odložit plánovanou návštěvu Itálie na neurčito a cestu do Ženevy oželet úplně. Veškeré informace a materiály proto od něho musela přebírat přímo v Moskvě manželka britského diplomata paní Janet Chisholmová. Předávání materiálů prováděli oba aktéři technikou tzv. letmého předání, při níž se dva lidé téměř srazí při chůzi ve velkém davu nebo tlačenici, např. v rušné pasáži. Při tom si rychle předají zásilku – obálku s penězi nebo malý balíček s mikrofilmy či jiným materiálem. Pokud jsou oba účastníci dobře sehráni, normální pozorovatel nemá šanci předání zaregistrovat. Tato metoda byla bezpečná až do roku 1959, kdy KGB zatkla jiného sovětského rozvědčíka – přeběhlíka k CIA. Ten při výslechu řekl, že si se svojí spojkou předával zásilky právě touto metodou. Do té doby sovětská kontrarozvědka předpokládala, že veškerá spojení mezi agenty v Moskvě s jejich diplomatickými spojkami se dějí pouze systémem mrtvých schránek. Nyní však musel velitel KGB vydat rozkaz sledovat každého západního diplomata, novináře a obchodníka po dobu dvou týdnů dvakrát ročně bez ohledu na náklady a časovou zaneprázdněnost! V lednu 1962 sledovala KGB paní Chisholmovou. V pasáži Arbat si sledovačka všimla její srážky s neznámým mužem. Letmé předání?!? Dva sledovači se vydali za diplomatkou, dva za neznámým mužem. Zkušený důstojník zpravodajské služby si však svých „stínů“ všiml a dokázal je setřást. Kontrarozvědka sice pro tentokrát neuspěla, avšak zjistila, že má co do činění s nejspíš celou sítí vyzvědačů operujících v Moskvě. Zatím však nebyl přímo podezřelý Oleg Peňkovskij.

## Začátek konce agenta Hrdiny
Peňkovskij nakonec na sebe upoutal pozornost kontrarozvědky sám. Všichni občané Sovětského Svazu museli tenkrát KGB oznamovat všechny návštěvy západních velvyslanectví. Peňkovskij tuhle povinnost jednou opomenul a kontrarozvědka na to přišla. Náčelník GRU se sice za svého podřízeného omluvil, ale KGB se na „nedbalého“ plukovníka zaměřila. Nejprve jej začali sledovat mikrokamerou, vestavěnou do truhlíku za oknem naproti Peňkovského bytu. Ta jednoho dne zaznamenala, jak plukovník doma ladí rádio a dělá si poznámky. V další fázi umístili mikrokameru přímo nad jeho pracovní stůl. Před tím jej nechali přiotrávit, takže musel do nemocnice. Při prohlídce jeho bytu našli množství špionážních pomůcek. V bytě nad ním si KGB udělala provizorní pozorovací stanoviště poté, co jeho obyvatele „poslali za odměnu" na výběrovou rekreaci k moři. Začátkem listopadu sledovali mikrokamerou Peňkovského, jak si prohlíží falešný pas. Na rozkaz velitele KGB byl okamžitě zatčen.
2. listopadu 1962 zachytila CIA v Moskvě smluvený signál od Peňkovského. Jejich pracovníka, který se vydal k mrtvé schránce pro zásilku, však zatkla KGB. Za několik dní pak byl v Maďarsku zatčen i Wynne. 3. května 1963 se v Moskvě konal velký soud s Peňkovským a Wynnem. Monstrproces měl předem nacvičený průběh: Za zradou plukovníka stál alkohol, milenky, hazard a touha po bohatství. Wynne byl odsouzen na mnoho let do vězení, Peňkovskij k trestu smrti zastřelením.
O tom, jak Peňkovskij skutečně zemřel, panují dodnes jen dohady. Některé důkazy však naznačují, že nebyl zastřelen a jeho hrozná smrt měla sloužit jako výstraha pro ty, kdo by se snad chtěli dopustit něčeho podobného. Jeden z agentů GRU (Viktor Suvorov - Vladimir Rezun), který v roce 1978 emigroval do Velké Británie, uvádí ve své knize Akvárium (ISBN 80-206-0594-0), jak mu před přijetím k této vojenské rozvědce pouštěli černobílý amatérský film, na němž byla vidět ponurá vysoká místnost bez oken s pecí uprostřed – krematorium... "U ní pak opřená nosítka, k nimž je ocelovým lanem přivázán živý muž v obleku tak, aby viděl na pec. Muž křičí. Strašlivě řve. Čtyři muži berou nosítka za rukojeti, opatrně spouští na zem a společně je zvedají. Přivázaný muž se snaží ze všech sil jim v tom zabránit. Marně se pokouší kousnout jednoho z nich do ruky. Snaží se nosítka rozhoupat, aby si jejich pádem přivodil lehkou smrt nebo alespoň ztrátu vědomí. Zabral vší silou, lano však bylo pevné. Nosítka jsou již na kolejích a pomalu kloužou vstříc otevřeným dvířkům pece. Konečky roztažených prstů na rukou toho muže pátrají po sebenepatrnější opoře. Plameny jasně září, jistě jsou syceny kyslíkem. Již olizují lakované polobotky. Topiči silně popostrčí nosítka směrem k jícnu pece. Vrata se zabouchnou, a tím končí i film."